# Langues au Yémen
La langue officielle du Yémen est l'arabe standard moderne. L'arabe yéménite est parlé en plusieurs dialectes régionaux. Quatre autres langues, en voie de disparition, sont également présentes sur le territoire : le mehri et le hobyot, à la frontière avec Oman,  le soqotri sur l'île de Socotra et le razihi à l'extrême nord-ouest près du mont Razih. Elles appartiennent toutes trois à la famille des langues sudarabiques modernes.
L'anglais est la première langue étrangère, et a été la langue coloniale de la colonie britannique d'Aden. La proportion de locuteurs anglophones est plus forte au sud du pays, qui dépendait de l'empire colonial britannique. 
Autrefois, le russe était enseigné en République populaire du Sud Yémen, seul régime communiste du monde arabe. Après 1990, et la réunification, l'enseignement du russe est limité au cadre Universitaire, et il n'est plus enseigné qu'à l'université d'Aden, où on peut également apprendre l'allemand. Entre 1967 et 1990, l'anglais était l'une des deux langues administratives, avec l'arabe, en République populaire du Yémen du sud.  
Depuis 1991, l'arabe est la seule langue administrative et officielle au Yémen.